# Dientzenhofer
I Dientzenhofer furono una grande famiglia di architetti tedeschi, attivi tra il XVII ed il XVIII secolo, originari della Baviera, che ebbero un ruolo determinante nella diffusione dell'architettura barocca nella Germania meridionale e in Boemia.
Capostipite della famiglia fu Georg Dientzenhofer, contadino di un villaggio tedesco di montagna, che ebbe da sua moglie Barbara cinque figli e due nipoti che raggiunsero la celebrità con l'architettura:
- Georg Dientzenhofer (1643–1689)
- Wolfgang Dientzenhofer (1648–1706)
- Christoph Dientzenhofer (1655–1722)
  - Kilian Ignaz Dientzenhofer (1689–1751)
- Leonhard Dientzenhofer (1660–1707)
- Johann Dientzenhofer (1663–1726)
  - Justus Heinrich Dientzenhofer (1702–1744)